# Sex Is Zero
Pour plus de détails, voir Fiche technique et Distribution.
Sex Is Zero (색즉시공) est un film sud-coréen réalisé par Yoon Je-kyoon, sorti le 13 décembre 2002.
Une suite, Sex Is Zero 2, est sortie en 2007.

## Synopsis
Le film suit l'histoire d'Eun-shik, désespérément amoureux d'une fille et qui, malgré beaucoup d'efforts, se retrouve toujours dans des situations toutes plus tordues les unes que les autres. Et ce n'est pas son groupe d'amis, complètement tarés et obsédés qui va arranger cela...

## Fiche technique
- Titre : Sex Is Zero
- Titre original : 색즉시공 (Saekjeuk shigong)
- Réalisation : Yoon Je-kyoon
- Scénario : Yoon Je-kyoon
- Production : Lee Ho-seung
- Musique : Ji Pyeong-gweon
- Photographie : Kim Yeong-cheol
- Montage : Kim Seon-min
- Société de distribution : Showbox
- Pays d'origine : Corée du Sud
- Langue : Coréen
- Format : Couleurs - 1,85:1 - Dolby Digital - 35 mm
- Genre : comédie romantique
- Durée : 96 minutes
- Date de sortie : 13 décembre 2002 (Corée du Sud)

## Distribution
- Im Chang-jung : Jang Eun Shik
- Ha Ji-won : Lee Eun Hyo
- Jin Jae-young : Kim Ji Won
- Choi Seong Guk : Choi Seong Guk
- Jeong Gyeong Ho : Le bras droit de Choi Seong Guk
- Choi Won Yeong : Park Chan Su
- Jung Min : Ham Sang Ok
- Jo Dal Hwan : Jo Dal Hwan
- Kang Jae Seop : Le serveur
- Kim Yeong Im : une hôtesse de bar
- Lee Si-yeon : Lee Dae Hak
- Park Byeong Eun : l'ami de Sang Ok
- Shin Yi : Park Gyeong Ju
- Yoo Chae-yeong : Han Yu Mi
- Ham So-won : Kim Hyun-hee
- Park Jun Gyu : un pervers n°1
- Nam Chang Hee : Un pervers n°2
- Seon Wu Eun Suk : la mère Eun Hyo
- Ki Ju Bong : le gynécologue